# Дон Кихот
Дон Кихот или Дон Кихоте (шп. Don Quijote) је једно од ремек-дела шпанске и светске књижевности, аутора Мигела де Сервантеса. Једна је од највише објављиваних и најпревођенијих књига на свету. Сматра се каменом темељцем западноевропске књижевности и једним од најбољих објављених дела фикције свих времена, као и најважнијим делом шпанског Златног века (шп. Siglo de Oro).

## Издања
Први део је објављен 1605. године под пуним називом Велеумни племић Дон Кихот од Манче (шп. El ingenioso hidalgo Don Quixote de la Mancha). Други део, под називом Други део велеумног племића Дон Кихота од Манче (шп. Segunda parte del ingenioso hidalgo Don Quixote de la Mancha), објављен је 1615. године.
Први део је објављен у Мадриду о трошку Франсиска де Роблеса (шп. Francisco de Robles), штампан у штампарији Хуана де ла Куесте (шп. Juan de la Cuesta), крајем 1604. године. У продаји је био у јануару 1605. године и био је пун штампарских грешака због брзине коју је наметао издавачки уговор. Ово издање опет је штампано исте године и у истој штампарији, тако да у ствари постоје два различита издања из 1605. године. Књига је убрзо доживела велику популарност и врло брзо су се појавила пиратска издања штампана у Валенсији и Лисабону. Следила су издања у Арагону и Португалу за која је Роблес купио права у фебруару. Међутим, како је Сервантес задржао само права на штампање у Кастиљи, није имао скоро никакве користи од популарности и бројних издања свог дела. До августа 1605. године већ су изашла два издања у Мадриду, два у Лисабону и једно у Валенсији. Године 1607. изашло је једно издање у Бриселу, а 1608. године Роблес је штампао још једно издање у Мадриду. Године 1610. појавило се једно италијанско издање, а 1611. још једно издање је штампано у Бриселу.
Прво издање другог дела је изашло из исте штампарије као и први део, крајем 1615. године. Врло брзо је исто издање штампано у Бриселу и Валенсији (1616) и Лисабону (1617). Заједничко издање првог и другог дела појавило се први пут у Барселони 1617.

## Инспирација
Претпоставља се да идеја о средовечном племићу кога су залудели витешки романи у ствари и није нова и да се вероватно први пут појавила у облику једне од Сервантесових Узорних новели (шп. Novelas exemplares) која је кружила у рукопису под насловом Велеумни племић од Манче (шп. El ingenioso caballero de la Mancha) и да је роман у ствари проширење ове новеле која је, по речима самог Сервантеса у прологу првог дела, настала приликом једног од његових боравака у затвору. На ову претпоставку нас наводе алузије на велику популарност овог дела које налазимо код Сервантесових савременика као што су Франсиско Лопез де Убеда (шп. Francisco López de Úbeda) и Лопе де Вега (шп. Lope de Vega).
Године 1920. Рамон Менендес и Пидал (шп. Ramón Menéndez y Pidal), познати шпански филолог, историчар и фолклорист, износи своју теорију о томе како је инспирацију за ово дело Сервантес нашао у Међуигри романси (шп. Entremés de los romances) непознатог аутора у којој се говори о једном сељаку који се залудео читањем витешких књига и одлучио да напусти жену и да, исто као и Дон Кихот, крене у авантуру као лутајући витез и да исправља кривде, брани незаштићене и спасава девице.

## Апокрифни други део Дон Кихота
Дон Кихот је након објављивања доживео велики успех и преведен је на многе европске језике. Роман је био толико популаран да је 1614. године објављен у Тарагони (шп. Tarragona) апокрифни Други део Дон Кихота аутора Алонса Фернандеса де Авељанеде (шп. Alonso Fernández de Avellaneda) из Тордесиљаса (шп. Tordesillas). Не постоји много података о правом идентитету тог Авељанеде, али једно је сигурно: Авељанеда је био ватрени поклоник Лопеа де Веге, најплоднијег шпанског драматурга Златног века и Сервантесовог књижевног ривала. Авељанедин Дон Кихот је пут хвалоспева Лопеу и његовом делу, Лопеови стихови у више наврата цитирани, а Сервантес жестоко нападнут и вређан (назван је маторим и сакатим). Постоје извесне претпоставке да је сам Лопе де Вега био аутор барем пролога Авељанединог Дон Кихота. Сервантес ће на ове увреде одговорити у прологу другог дела Дон Кихота, међутим, његов одговор ће бити благ и без срџбе.
Што се тиче самог дела, сви се слажу да је по вредности далеко испод оригинала, а сами ликови Дон Кихота и Санча Пансе не личе на Сервантесове индивидуалисте из првог дела, већ су претворени у стеротипне карикатуре без оне племенитости, јачине и лепоте коју им је удахнуо Сервантес.

## Први део
Алонсо Кихано, средовечни идалго (шп. hidalgo), живи досадним животом у неком малом месту у Манчи, са својом нећаком и домаћицом. Време крати читајући витешке романе и верује да је свака реч у њима истинита, иако су дани витештва одавно прошли, а многи догађаји описани у њима реално немогући. Читао је много, по цео дан и ноћ и „од мало спавања и много читања осуши му се мозак те изгуби памет” (...del poco dormir y del mucho leer se le secó el cerebro, de manera que vino a perder el juicio) те одлучи да се прогласи лутајућим витезом и да крене да тражи авантуре. Тако извуче из неког буџака оружје и оклоп својих прадедова и, пошто их је очистио и угланцао, прогласи себе за витеза Дон Кихота од Манче, свом коњу надену име Росинанте (шп. Rocinante), одабра Алдонсу Лорензо (шп. Aldonsa Lorenzo), сељанчицу из суседног села, за своју даму којој ће посвећивати своја јунаштва и добра дела и прекрсти је у Дулсинеја од Тобоза (шп. Dulcinea de Tobozo), те крену на пут у потрази за авантурама.
Први одлазак од куће Дон Кихота почиње у рану зору и траје цео дан, да би на крају дана потражио преноћиште у некој крчми за коју верује да је зачарани дворац. Ту ће добити прве батине и савет да потражи штитоношу. Одлази из крчме, на путу среће неке трговце из Толеда који исмевају и вређају његову узвишену даму, Дулсинеју од Тобоза, где он устаје у њену одбрану и нападне трговце, а ови скоче па га добро измлате. Свог премлаћеног, налази га његов комшија Педро Креспо (шп. Pedro Crespo) и враћа га кући. Док се он опоравља у кревету, нећака и домаћица са Дон Кихотовим пријатељима, локалним берберином и жупником, спале све витешке књиге које су по њиховом мишљењу, криве за његово лудило, собу са књигама зазидају, а њега убеде да је собу однео неки волшебни чаробњак.
Дон Кихот се, међутим, не предаје тако лако и даље размишља како да оствари свој наум, те прво послуша савет крчмара, то јест, „власника зачараног замка” те позове свог комшију, припростог и добродушног Санча Пансу (шп. Sancho Panza), да му се придружи у авантурама као штитоноша, а за узврат му обећа место гувернера на острву. Санчо пристаје, те се њих двојица искрадоше у зору из села и тако Дон Кихот по други пут пође од куће у сусрет авантурама лутајућег витеза. Од тог момента нижу се догодовштине велеумног витеза Дон Кихота од Манче и његовог штитоноше Санча Пансе, почевши са чувеним нападом на ветрењаче у којима је само он видео грдне и сурове дивове.

## Други део
За разлику од првог дела где је Дон Кихот потпуно залуђен и у неком свом свету витезова, нежних девица и платонских љубави, у другом делу је луцидан, сасвим бистре памети и види стварност онаквом каква јесте. Сад су други ти који стварају привид витешког света и волшебних магова не би ли приволели Дон Кихота да једном за свагда одустане од „живота лутајућег витеза”. Чак је и несрећни Санчо принуђен да учествује у тој шареној лажи те доводи Дон Кихоту три сељанчице рекавши му да су то Дулсинејине даме пратиље. Међутим, када Дон Кихот препозна девојке као само три сироте сељанке, Санчо се згражава и покушава да га убеди да је то опет мађија неког злог чаробњака која му не дозвољава да види реалност. Такође су веома занимљиви разговори између витеза и његовог штитоноше, у којима се види како Дон Кихот полако и постепено губи своје идеале, под утицајем Санча Пансе. Та трансформација се такође види и у постепеном мењању имена — од Дон Кихота, постаје Витез од Лавова, а затим се претвара у Витеза Тужнога Лика. С друге стране, Санчо полако прихвата идеале свог господара, који се полако у самом Санчу концентришу у једну фикс идеју — да постане гувернер острва. Санчо успева да постане гувернер и показује се као веома мудар и практичан владар, међутим његова владавина ће ипак на крају завршити као потпуна пропаст.
Као што је већ напоменуто, сада су други који стварају свет привида за Дон Кихота. Сансон Караско (шп. Sansón Carrasco), млади учењак и такође Дон Кихотов пријатељ, својевољно креће Дон Кихотовим стопама и претвара се у Витеза од Белог Месеца, а с јединим циљем да по витешким правилима натера Дон Кихота да избије из главе идеје о животу и авантурама лутајућих витезова. Иако је у првом делу то исто покушао као Витез од Огледала, био је поражен, али овај пут као Витез од Белог Месеца успева у својој намери и побеђује Дон Кихота у витешком двобоју, натеравши га да се врати кући и обећа да неће покушавати да опет полази на пут барем годину дана.
Роман се завршава Дон Кихотовим потпуним оздрављењем, међутим, потпуно разочаран стварношћу, одриче се витештва, признаје своју заблуду и умире.
Занимљиво је да постоје претпоставке да су неки делови овог другог дела апокрифни, конкретно епизода догађаја у Монтесинесовој пећини, описана у 22. и 23. поглављу.

## Структура и тематика
Као што је већ поменуто, верује се да је прво поглавље првобитно било замишљено као посебна литерарна целина, као кратка прича. Касније је Сервантес развио роман почевши од те прве приче. Прича је замишљена као читање рукописа Сида Амета Бенанџелије (шп. Cide Hamete Benangeli) арапског хроничара који се заправо појављује тек у 9. поглављу и који се помиње свега четири пута у целом роману, да би на крају потпуно нестао у првом делу након 27. поглавља. На први поглед, приповедање се одвија без реда, међутим, структура романа је комплексна и пажљиво грађена. Сам роман поседује особине различитих књижевних родова, од витешких романа и убачених новела, до књижевних расправа писаних у дијалогу, како је то било уобичајено у оно време. Роман такође садржи комичне делове, озбиљне беседе, пословице и анегдоте народног карактера. Оно што издваја овај роман је вештина којом Сервантес све те елементе потчињава и уклапа у нит главне радње.
Богатство тематике дела је непресушно. Међутим, могуће је скицирати неке од основних тема овог дела.
Главна тема кружи око питања да ли је могуће наћи идеал у реалности, то јест, да ли реалност побеђује фикцију или фикција побеђује реалност. Ова тема је уско повезана и са концептом људске слободе. Како човек треба да схвати слободу? Какве закључке може да изведе о слободи, након што је искусио? Можемо ли променити свет или свет мења нас? Шта је уопште разумност а шта је лудост? Да ли је морално покушати променити свет?
Из те главне теме, уско везане за еразмовску тему лудила и барокну идеју привида и реалности, произилазе остале секундарне теме:
1. Да ли је могуће изнаћи књижевни идеал? Тема књижевне критике је веома карактеристична за целокупно Сервантесово дело. У делу постоје критике витешких и пасторалних романа, као и критика нове комедије Лопеа де Веге.
2. Да ли је могуће пронаћи идеал у љубави? У роману се појављују различите љубавне приче. Неке су несрећне због самог животног концепта везаног за слободу, као што је случај са Марселом и Гризостомом, друге због патолошке несигурности, као што је убачена новела Нестрпљиви радозналац, или пак због превише идеализованих дама, као што је сама Дулсинеја, или превише прозаична као што је Алдонса Лорензо. Такође се појављује и мотив љубоморе, веома важан за Сервантеса.
3. Да ли је могуће пронаћи политички идеал? У роману се појављује тема утопије у облику Санчове владавине острвом Баратраријом, привиђањима које има Дон Кихот у Монтесиновој пећини, итд.
4. Да ли је могуће пронаћи идеал правде? Ову тему видимо у епизодама са галеотима, момком који добија батине, итд.

## Убачене новеле
Једна од новина у жанру је убацивање посебних прича у нит главне радње у облику кратких прича — новела. Неки сматрају да ове новеле не ремете и немају никакав утицај на главну радњу романа, и да чак и ако би се избациле, то не би много пореметило главну причу, док други сматрају да те новеле нису тек тако убачене и да чине део опште критичке, естетске и тематске структуре романа.
У првом делу романа, убачене новеле само подвлаче Дон Кихотов основни етички мотор: жељу да приволи друге да се повинују његовом апсурдном идеалистичком погледу на свет. Проблеми које он покушава да реши нису засновани на реалности него на идеализму света маште који он покушава да оживи. У случајима истинске моралне неправде, Дон Кихот се своди на обичног посматрача.
У другом делу романа, убачене новеле представљају праве социјалне проблеме Сервантесовог доба, као рецимо, протеривање „морискоса” (шп:moriscos) 1502. године. „Морискоси” су муслимани који су били насилно покрштени након пада последњег маварског бастиона, Гранаде и коначне победе Католичких краљева, Изабеле од Кастиље и Фернанда од Арагона и завршетка Реконкисте 1492. године. У жељи за остварењем што монолитније државе на верском плану, 1492. године протерују све Јевреје, а 1502. све Мавре и „морискосе”, јер су сматрали да њихова преданост новој религији није искрена и да у тајности и даље практикују своју стару веру, ислам. Епизода у којој учествује Рикоте са својом кћерком Аном Феликс, описује те догађаје са свом својом пропратном религиозном, међуљудском, економском и етичком трагиком.

## Критика витешких и пасторалних романа
У роману је уочљива и критика витешких и пасторалних романа. Своје детаљно мишљење о многим веома популарним витешким и пасторалним романима тог доба Сервантес је дао у 6. поглављу првог дела у коме жупник и берберин врше „велику чистку” Дон Кихотове библиотеке. Пре него што одлуче да ли одређена књига заслужује да заврши на ломачи или не, дају свој суд о истој. Тако у том поглављу можемо прочитати Сервантесово мишљење о романима као што су шпански витешки роман Амадис од Галије (шп. Amadis de Gaula) или валенсијански витешки роман Тирант Бели (шп. Tirante el Blanco, кат. Tirante lo Blanc). Листа књига осуђених на ломачу даје нам савршену слику о Сервантесовим књижевним ставовима.
Пародија је основни елемент овог романа. Међутим, роман је веома комплексна пародија. Дело није само проста пародија витешких романа путем директног претеривања недоследности и немогућих догађаја. Комичност овог романа произилази из немогућности да се старомодна и фантастична прича ситуира у модеран оквир реалности. Неке од пародија отворено показују сву бесмисленост и нереалност основних карактеристика главних јунака витешких романа. Лутајући витезови су суперљуди, веома отпорни, издржљиви и надасве дуговечни. Веома велики део комичности романа проистиче управо одатле: реално, путешествије и авантуре Дон Кихота изискују енергију и издржљивост која никако није својствена за човека његових година. С друге стране, чињеница је да су његови узори били веома активни и издржљиви, иако много старији од њега.
Критика бесмислености и нереалности пасторалних романа у којима су пастири и пастирице нежни младићи и девојке са класичним именима који по цео дан уздишу због неузвраћене љубави и говоре скоро искључиво у стиховима изражена је у пасторалним епизодама о пастирици Марсели и Гризостому, а врхунац критике је садржан у Дон Кихотовом „испаштању” у Сијера Морени, где проводи више дана и ноћи го ко од мајке рођен, скачући по планини, уздишући и жалећи се у стиху и помпезним речима на „окрутност” своје даме, Дулсинеје од Тобоза.

## Критиканове комедијеЛопе де Веге
Сервантес такође критикује Лопеа де Вегу и нову комедију. Иако се на више места дотакао критике Лопеа де Веге лично и нове комедије, своје ставове о драмској уметности детаљније је изразио у 48. поглављу првог дела преко лика каноника. За нову комедију каже да комади који се тренутно приказују су „све саме познате будалаштине и ствари које немају ни главе ни репа” (I, 48), међутим, народу се ипак свиђају. Даље критикује ауторе, конкретно, самог Лопеа де Вегу, иако га не именује, што угађа неуком свету и пише оно што је маси мило, а на уштрб праве уметности. Нова комедија, по Сервантесу, не поштује правила класичне комедије, на шта ће му касније Лопе де Вега одговорити у својој Новој уметности писања комедија (1609) да онај ко данас пише поштујући правила класичне комедије „умире без славе и награде”. Сервантес даље говори како слава обавезује Лопеа де Вегу да уздиже театар а не да га спушта на ниво простог света. Сервантес такође критикује употребу чуда и духова, непоштовање јединства места („први чин почео у Европи, други у Азији, а трећи се завршио у Африци”) и времена („дете у пеленама вечера у првом чину, и у другом је већ брадати човек”), мешање ликова из различитих епоха (радња се дешава у време Пипина и Карла Великог и главна личност је у њој особа за коју се каже да је цар Ираклије), недоследност и мешање жанрова, приписивање чуда једног свеца другом, итд.
Међутим, поред све ове критике, Сервантес ипак не може а да се не диви огромном таленту Лопеа де Веге за кога такође каже да је „срећни геније ове краљевине, славан и познат у целом свету по својим комедијама” (I,48). Могло би се рећи да је Сервантес у неку руку осећао извесну љубомору према Лопеу де Веги (која је свакако ишла и у обрнутом правцу), поготову што његова драмска дела нису ни приближно имала исти успех. Сервантес је такође критиковао невиђену умишљеност и уображеност тог „монструма природе”, како је једном приликом назвао Лопеа де Вегу. Бескрајно именовање и наводно цитирање славних писаца (Платон, Демостен, Аристотел), обавезно цитирање сијасет поема које славе његову уметност на почетку сваког његовог дела, поеме које су наводно написале славне личности и жене, а које је у ствари писао сам Лопе де Вега па их потписивао туђим именима, само су неке од ствари које Сервантес критикује у прологу првог дела Дон Кихота. На пример, са сигурношћу се зна да су сонети које је потписала Камила Лусинда (поетско име које је Лопе де Вега дао Микаели Лухан, својој драгани) заправо његови, јер сама Микаела Лухан није умела ни да се потпише.

## Критика друштва
Дон Кихот је вишеслојан роман са безброј значења и исто толико тумачења. Осим оштре критике и пародирања витешких и пасторалних романа, популарних у Сервантесово доба, овај роман представља такође и критику цркве и инквизиције, критику тадашњег шпанског друштва која се огледала у подели на старе и нове хришћане, обичаја и људских нарави. У Сервантесово доба, многе од ових критика су могле да коштају аутора слободе или чак и живота, и једини начин да их изрази био је кроз уста ментално поремећених књижевних јунака. Исто ће урадити и у једној од својих Узорних новели, Стаклени лиценцијат (шп. El licenciado Vidriera).

## Дон Кихот и Санчо Панса
Дон Кихот је централни елемент романа а његово лудило је најкарактеристичнија црта његовог лика. Трезвеност и лудило се комбинују у његовом лику који еволуира током романа. Дон Кихот није статичан, коначан лик, већ се његова егзистенција развија и дефинише саму себе кроз процес самоостварења. Дон Кихота и Санча Пансу дефинишу пре свега њихова дела и оно што говоре, а не описи њихових душевних, психичких и физичких стања.
Лудило Дон Кихота је пресудно за правилно разумевање овог лика, јер се ради о специфичној врсти. У том лудилу, његова машта је та која је поремећена, не његове способности. У самом наслову, Дон Кихот се назива „велеумним” или „оштроумним” (шп:ingenioso), термином који би се могао протумачити као „маштовит”, чиме се јасно указује на хиперактивну машту главног лика. Заправо, у најновијем преводу преводилац се одлучује баш за реч „маштоглави”.
Постоје три основна аспекта Дон Кихотовог лудила:
Први аспект је да он чврсто верује да догађаји описани у витешким романима имају чврсту историјску подлогу. То је суштина његовог лудила.
Други аспект произилази директно из првог: ако су те приче истините, сасвим је логично претворити се у лутајућег витеза.
Трећи аспект се показује тек у другом поглављу - машта намеће стварности слике света витешких романа и претвара крчме у дворце, сељанке у принцезе, ветрењаче у дивове, а стада оваца у војске.
То су три основна елемента Дон Кихотовог лудила које успоставља Сервантес на самом почетку књиге, вођена његовом опсесијом витешким романима. Када изађе из опсесивног стања, Дон Кихот је разборит и мудар и његови поступци не разликују се од поступака било кога здраве памети. Таква врста лудила се дефинише као лудило са моментима луцидности. Међутим, једна особина је заједничка и лудом и луцидном Дон Кихоту - невероватна племенитост и спремност на жртве за добробит човечанства.
Санчо Панса је Дон Кихотова потпуна супротност, како духовно, тако и физички. Док је његов господар висок и мршав он је низак и дебео. Пример простодушног човека из народа који је научен да поштује ауторитете, али не и да размишља о „умним” темама. Здраве је и бистре памети и, за разлику од свог господара, чврсто стоји са обе ноге на земљи, а кад затреба, уме да буде и лукав. Његова мудрост не долази из књига и високих школа, већ директно из живота и представља непресушни извор праве народне мудрости. На сваку лудорију свог господара увек има спреман одговор или коментар у облику неке народне умотворине - било пословице, било изреке или веровања. Свестан је лудила свог господара, али свеједно га не напушта у невољи, у почетку зато што поседује велики осећај оданости али и практичности, јер му је све време у глави Дон Кихотово обећање да ће га учинити гувернером острва, због чега је, уосталом, и пошао у авантуре. Међутим, у другом делу, Санчо заборавља на то обећање и поново полази на пут, пре свега из велике љубави и пријатељства које осећа према свом несрећном господару.

## Оригиналност
Дон Кихот је коначно уобличио формулу реализма, чије претече налазимо у шпанској књижевности средњег века. Карактерише се пародијом и исмевањем свега фантастичног, друштвеном критиком и инсистирањем на психолошким вредностима и дескриптивном материјализму.
Дон Кихот је такође камен темељац за полифонични роман, роман који показује реалност са различитих тачки гледишта које су испреплетане у истом временском простору. Претвара реалност у нешто веома комплексно јер не само да покушава да је репродукује, него и да је замени. Модеран роман, онако како га је зачео Дон Кихот, мешавина је свега. Како то каже свештеник, „разуздано писаније”: мешавина епике, лирике, трагедије, комедије, прозе, стиха, дијалога, говора, пошалица, басни, филозофије, легенди... И наравно, пародије свих тих жанрова.

## Транскрипција и изговор
У Сервантесово доба, Кихот је писано Quixote, а X (икс) се изговарало као српско Ш, тако да би транскрипција имена на српски језик према старошпанском могла бити Кишоте. Међутим, у модерном шпанском језику, X (икс) је замењено са Ј, које се изговара као српско Х, тако да добијамо Quijote - Кихот. Такође је правилна, мада мање заступљена, и транскрипција Кихоте.

## Превод на српски језик
Дон Кихот је први пут преведен на српски 1895. године у делу под називом Велеумни племић Дон Кихот од Манче. Преводилац је био Ђорђе Поповић Даничар, у издању Задужбине И. М. Коларца. То је истовремено био и први превод на један од јужнословенских језика.
Други превод је урадио Душко Вртунски (превод стихова Д. Вртунски и Бранимир Живојиновић) под називом Оштроумни племић Дон Кихот од Манче, а објављен је 1988. године у издању Матице српске и београдске издавачке куће Вајат.
Трећи превод је урадила Александра Манчић, који је објављен 2005. године у издању куће „Рад”. Манчићева је књизи дала и нови наслов: Маштоглави идалго Дон Кихоте од Манче.